# Sakuda Yuji
Yuji Sakuda (作田 裕次 (Tác-Điền Dụ-Thứ) Sakuda Yūji, sinh ngày 4 tháng 12 năm 1987 ở Ishikawa) là một cầu thủ bóng đá người Nhật Bản hiện tại thi đấu cho Zweigen Kanazawa.

## Thống kê câu lạc bộ
Cập nhật đến ngày 23 tháng 2 năm 2018.
| Thành tích câu lạc bộ | Thành tích câu lạc bộ | Thành tích câu lạc bộ | Giải vô địch | Giải vô địch | Cúp                   | Cúp                   | Tổng cộng | Tổng cộng |
| Mùa giải              | Câu lạc bộ            | Giải vô địch          | Số trận      | Bàn thắng    | Số trận               | Bàn thắng             | Số trận   | Bàn thắng |
| Nhật Bản              | Nhật Bản              | Nhật Bản              | Giải vô địch | Giải vô địch | Cúp Hoàng đế Nhật Bản | Cúp Hoàng đế Nhật Bản | Tổng cộng | Tổng cộng |
| --------------------- | --------------------- | --------------------- | ------------ | ------------ | --------------------- | --------------------- | --------- | --------- |
| 2010                  | Mito Hollyhock        | J2 League             | 36           | 2            | 2                     | 0                     | 38        | 2         |
| 2011                  | Oita Trinita          | J2 League             | 17           | 1            | 1                     | 1                     | 18        | 2         |
| 2012                  | Oita Trinita          | J2 League             | 23           | 1            | 1                     | 0                     | 24        | 1         |
| 2013                  | Montedio Yamagata     | J2 League             | 15           | 0            | 0                     | 0                     | 15        | 0         |
| 2014                  | Zweigen Kanazawa      | J3 League             | 33           | 2            | 2                     | 0                     | 35        | 2         |
| 2015                  | Zweigen Kanazawa      | J2 League             | 40           | 5            | 1                     | 1                     | 41        | 6         |
| 2016                  | Zweigen Kanazawa      | J2 League             | 32           | 2            | 0                     | 0                     | 32        | 2         |
| 2017                  | Zweigen Kanazawa      | J2 League             | 34           | 0            | 2                     | 0                     | 36        | 0         |
| Tổng                  | Tổng                  | Tổng                  | 230          | 13           | 9                     | 2                     | 239       | 15        |